# Эолидиды
Эолидиды, или эолидиевые (лат. Aeolidiidae), — семейство брюхоногих моллюсков из отряда голожаберных (Nudibranchia).

## Описание
Характеризуются продолговатым телом, лишенным раковины и покрытым на спинной стороне многочисленными выростами, служащими для дыхания. В эти выросты вдаются отростки печени, а на их наружной поверхности, в особых мешочках, помещаются многочисленные стрекательные клетки со спирально закрученными нитями, совершенно подобные стрекательным клеткам кишечнополостных. Эти клетки эолидиды получают от гидроидных полипов, которыми питаются. Эолидиевые исключительно морские формы и бывают окрашены в яркие и красивые цвета.

## Классификация
На декабрь 2018 года в семейство включают следующие роды:
- Aeolidia Cuvier, 1798 — Эолидии[4]
- Aeolidiella Bergh, 1867
- Anteaeolidiella M. C. Miller, 2001
- Baeolidia Bergh, 1888
- Berghia Trinchese, 1877 [syn. Aeolidiopsis Pruvot-Fol, 1956, Millereolidia Ortea, Caballer & Espinosa, 2004]
- Bulbaeolidia Carmona, Pola, Gosliner & Cervera, 2013
- Cerberilla Bergh, 1873
- Limenandra Haefelfinger & Stamm, 1958
- Spurilla Bergh, 1864
- Zeusia Korshunova, Zimina & Martynov, 2017